# Bijagós-szigetek
A Bijagós-szigetek (ejtsd:bisszagósz, portugálul Arquipélago dos Bijagós) egy Bissau-Guineához tartozó szigetcsoport Afrika nyugati részén. Éghajlata trópusi.
Összesen mintegy 88 szigetből áll, melyből mindössze 20 lakott, ezek: Bubaque (a szigetcsoport székhelye), Bolama, Carache, Caravela, Enu, Formosa, Galinhas, João Vieira, Maio, Meneque, Orango, Orangozinho, Ponta, Roxa, Rubane, Soga, Unhacomo, Uno és Uracame.